# Omaha Racers
Gli Omaha Racers sono stati una società di pallacanestro di Omaha, Nebraska. Fondati nel 1981, hanno militato nella Continental Basketball Association fino al 1997. Nel 1993 hanno vinto il titolo CBA.

## Storia
La franchigia ebbe origine nel 1981 a Oshkosh, Wisconsin, e adottò il nome di Wisconsin Flyers. Nell'estate del 1987 si trasferì a Rochester, Minnesota, dove giocò due anni come Rochester Flyers. Nel 1989 si spostò a Omaha, dove giocò fino allo scioglimento, avvenuto nel 1997.

## Stagioni
| Stagione | Lega | Denominazione    | V  | P  | %    | Piazzamento | Play-off              |
| -------- | ---- | ---------------- | -- | -- | ---- | ----------- | --------------------- |
| 1982-83  | CBA  | Wisconsin Flyers | 14 | 30 | 31,8 | 3º          | -                     |
| 1983-84  | CBA  | Wisconsin Flyers | 27 | 17 | 61,4 | 1º          | Finale di division    |
| 1984-85  | CBA  | Wisconsin Flyers | 21 | 27 | 43,8 | 4º          | Finale di division    |
| 1985-86  | CBA  | Wisconsin Flyers | 16 | 32 | 33,3 | 7º          | -                     |
| 1986-87  | CBA  | Wisconsin Flyers | 22 | 26 | 45,8 | 6º          | -                     |
| 1987-88  | CBA  | Rochester Flyers | 20 | 34 | 37,0 | 5º          | -                     |
| 1988-89  | CBA  | Rochester Flyers | 16 | 38 | 29,6 | 6º          | Lost tie-breaker game |
| 1989-90  | CBA  | Omaha Racers     | 29 | 27 | 51,8 | 2º          | Primo turno           |
| 1990-91  | CBA  | Omaha Racers     | 39 | 17 | 69,6 | 1º          | Finale di conference  |
| 1991-92  | CBA  | Omaha Racers     | 37 | 19 | 66,1 | 2º          | Finale di conference  |
| 1992-93  | CBA  | Omaha Racers     | 28 | 28 | 50,0 | 2º          | Campioni              |
| 1993-94  | CBA  | Omaha Racers     | 30 | 26 | 53,6 | 2º          | Finale CBA            |
| 1994-95  | CBA  | Omaha Racers     | 26 | 30 | 46,4 | 2º          | Secondo turno         |
| 1995-96  | CBA  | Omaha Racers     | 28 | 28 | 50,0 | 2º          | Primo turno           |
| 1996-97  | CBA  | Omaha Racers     | 22 | 34 | 39,3 | 4º          | Finale di conference  |